# Хор КУД „Абрашевић” Београд
КУД „Абрашевић” је основан 1905. године у Београду. Традиција хорског певања у овом друштву потиче још из 19. века што хор КУД „Абрашевић” чини једним од најстаријих ансамбала ове врсте у нашој земљи.
Први хоровођа је био Стеван Шијачки, а у дугој и богатој историји ансамбл су водили Богдан Бабић, Милан Бајшански, Михајло Вукдраговић, Оскар Данон, Иво Дражинић, Душан Миладиновић, Радомир Петровић, Душан Максимовић, Петар Јосифовски, Станко Шепић, Павле Медаковић и други. 
За протеклих 101 годину хор је имао више хиљада концерата у земљи и иностранству. Широк репертоар ансамбла обухвата класичну хорску литературу српских аутора, дела православне духовне музике српских, руских и бугарских композитора, дела европских аутора настала од 15. до 20. века, као и значајна вокално-инструментална дела.
Хор КУД „Абрашевић” је премијерно представио више дела савремених српских аутора. 
Од 1988. године хор КУД „Абрашевић” (са кратком паузом последњих пар година) води Милован Панчић. Са овим диригентом хор је остварио бројне запажене резултате у земљи и иностранству (Грчка, Италија, Мађарска, Француска), снимио обиман тонски материјал, био чест гост домаћих и страних радио и ТВ станица и постигао низ вредних резултата:
- Прва места на такмичењима хорова Београда (1988, 1990, 1992)
- Прво место на републичком такмичењу хорОва (1989)
- Главна награда за извођење византијске музике на Међународном такмичењу хорова у Кардици (Грчка 1988)
- Специјална награда за извођење националне музике на Међународном такмичењу у Дебрецину (Мађарска 1990)
- Главна награда на Југословенским хорским свечаностима у Нишу (1990)
- Златна статуета на Сусретима аматера Југославије у Ваљеву (1990)
- Признање „Војислав Илић” 2004, 2006, 2007
- Златна вила и награда публике на међународном такмичењу хорова у Приједору 2007

Опредељујући се за богату концертну активност и извођење премијерних дела, хор КУД „Абрашевић” је постао редован учесник свих значајнијих манифестација у Србији и Црној Гори (бившој Југославији) – „Мокрањчеви дани” у Неготину; Летња духовна академија Музичке омладине у манастиру Студеница; Калемегдански сутони; БЕЛЕФ; НОМУС; Музичке јесени у Светозареву; циклус „Српска духовна музика – премијере”; БЕМУС итд.